# Bradyellopsis foliatus
Bradyellopsis foliatus is een eenoogkreeftjessoort uit de familie van de Ectinosomatidae. De wetenschappelijke naam van de soort is voor het eerst geldig gepubliceerd in 1987 door Watkins.